# 靖州大捷
靖州大捷是南明军队在抵抗清朝军队中取得的一场战斗胜利。

## 经过
永历五年(1651年)四月，秦王孙可望派冯双礼率领南明军队从贵州攻入湖南。明军攻克沅州后，移兵进攻辰州（府治在沅陵）。清续顺公沈永忠死守辰州，战事一度胶着。永历六年(1652年)四月，李定国率领所属部队进入湖南，与冯双礼部会合，并在五月中旬进攻靖州。沈永忠派总兵张国柱带兵八千名前往救援，但清军在靖州陷入明军重重包围。双方交战，清军大败，几乎全军覆没。明军趁胜攻克靖州、武冈州，取得了靖州大捷的胜利。

## 影响
靖州大捷之后，沈永忠难以招架，他向在广西桂林的定南王孔有德求援未果，被迫于六月初二率清军狼狈退至长沙。但清军在长沙仍然站不住脚，不得已在八月初六又放弃长沙逃到岳州。此时南明朝廷在湖南的抗清局势大为好转，除岳州、常德尚在清军控制下，只剩下徐勇一镇据守辰州负隅顽抗。在靖州大捷的影响之下，南明军队收复了湖南大部分州县。